# Glandirana susurra
Espèce
Synonymes
- Rugosa susurra Sekiya, Miura & Ogata, 2012

Glandirana susurra est une espèce d'amphibiens de la famille des Ranidae.

## Répartition
Cette espèce est endémique de l'île de Sado au Japon.

## Publication originale
- Sekiya, Miura & Ogata, 2012 : A new frog species of the genus Rugosa from Sado Island, Japan (Anura, Ranidae). Zootaxa, no 3575, p. 49-62 (texte intégral).